# Johan Tell
Lars Johan Tell, född 21 april 1959 i Helsingborg, är en svensk författare och journalist.
Tell var under många år redaktör, reporter, kåsör och delägare av resemagasinet Vagabond. Sedan 2008 är han verksam som frilans på heltid.

## Utmärkelser
- Svenska Publishing-Priset, Verbala priset, 2009, för Träd kan rädda världen
- Året runt fick WWF:s utmärkelse Årets pandabok 2013 och Svenska Publishingpriset
- Post Scriptum fick Svenska Publishingpriset
- En cyklo pedi blev en av vinnarna i Svensk bokkonst 2016
- Sverigesommar blev 2020 nominerad till Adlibrispriset Årets fackbok
- Bättre begagnat fick 2021 Guld i kategorin Innovation på Swedish Content Award, tillsammans med Blocket
- Gäddbibeln fick 2023 första pris i kategorin: ”Essäer kring måltiden” av Svensk måltidslitteratur
- Abborrbibeln fick 2025 silver i Adlibrispriset, årets fackbok